# 宮川サトシ
宮川 サトシ（みやがわ サトシ、1978年 - ）は、日本の漫画家、漫画原作者。岐阜県出身。作品に『母を亡くした時、僕は遺骨を食べたいと思った。』『宇宙戦艦ティラミス』『情熱大陸への執拗な情熱』『名前のない病気』などがある。

## 来歴
岐阜県立加納高等学校、南山大学法学部卒業。その後、地元で学習塾を経営していたが、漫画家を志し2012年に上京。漫画教室『古泉智浩 池袋マンガ教室』へ通い、2013年『月刊コミック@バンチ』（新潮社）にて『東京百鬼夜行』でデビュー。
同年WEBコミックサイト『くらげバンチ』(新潮社）にて、自伝エッセイ『母を亡くした時、僕は遺骨を食べたいと思った。』の連載を開始。2015年に舞台化、2019年には実写映画化されている。2018年、原作を務めた『宇宙戦艦ティラミス』（作画:伊藤亰)がテレビアニメおよび舞台化された。以降、育児エッセイ漫画、ギャグ漫画原作など発表。
2019年4月、『週刊新潮』（新潮社）にて『俺は健康にふりまわされている』の連載を開始。
2021年1月7日より『ワンオペJOKER』（作画：後藤慶介）の原作者として『モーニング』および『コミックDAYS』にて連載開始。同作はDCコミックス公認のもとバットマンの敵役であるジョーカーが、赤ん坊となったバットマンを子育てするコメディ。2021年6月22日より『SUPERMAN vs飯 スーパーマンのひとり飯』（作画：北郷海）の原作者として『イブニング』および『コミックDAYS』にて同時開始。『週刊漫画ゴラク』（日本文芸社）2022年9月23日号より、ショート作品『病棟夫婦』の連載を開始。同年11月25日より、「COMIC熱帯」（光文社）にてコミックエッセイ『闘病『後』日記』の連載を開始。2024年3月、『モーニング』にて『落合博満のオレ流転生』（漫画：川）の連載を開始。同年8月、『ビッグコミックスペリオール』にて兄を描いた『名前のない病気』の連載を開始。同年12月、『くらげバンチ』にて『あなたも私も動物だから-不倫の森-』（作画：栗原陽平）の連載を開始。

## 出演
- 『ムムリン』1巻発売記念 ハライチ岩井勇気サイン会＆トークショー（2022年1月12日[9]、東京都 Mixalive TOKYO B2F Hall Mixa） - ゲスト出演[9]

## 受賞歴
- 2019年　第22回文化庁メディア芸術祭マンガ部門優秀賞『宇宙戦艦ティラミス』
- 2024年　小学館ビッグコミックスペリオール「スペリオール ドキュメントコミック大賞」大賞受賞『名前のない病気』